# Yorima subflava
Espèce
Yorima subflava est une espèce d'araignées aranéomorphes de la famille des Cybaeidae.

## Distribution
Cette espèce est endémique de Californie aux États-Unis,. Elle se rencontre dans le comté de Monterey.

## Description
Le mâle décrit par Roth en 1956 mesure 3,1 mm et les femelles de 2,8 à 3,7 mm.

## Publication originale
- Chamberlin & Ivie, 1942 : A hundred new species of American spiders. Bulletin of the University of Utah, vol. 32, no 13, p. 1-117.